# Personaggi di Max Payne
Questa voce raggruppa tutti i personaggi della serie di videogiochi Max Payne.

## Max Payne
Max Payne (30 Novembre, 1965) è un poliziotto della NYPD. Tornando a casa, scopre che sua moglie Michelle e sua figlia sono state assassinate da tre uomini drogati di Valchiria. Payne si trasferisce alla DEA per indagare sull'omicidio della sua famiglia, aprendo il caso Valchiria. Facendosi strada tra i boss della malavita newyorkese Payne ucciderà diversi mafiosi, tra i quali Vinnie Gognitti, Jack Lupino e, collaborando con il mafioso russo Vladimir Lem, riuscirà a raggiungere anche Angelo Puncinello, capo mafia dell'omonimo clan. Uccisa la Horne, vero nemico di Payne, il caso Valchiria si chiude e Payne può finalmente vendicare la morte dei suoi cari. Viene poi arrestato dalla polizia, ma verrà scagionato grazie all'aiuto di Alfred Woden. Nei capitoli successivi della serie scopre, grazie a Lem, che in realtà fu proprio Woden la causa per la quale la moglie e la figlia morirono. Lem uccide Gognitti (scampato precedente alla morte nello scontro che vedeva Payne prevalere), Mona Sax e Woden prendendo controllo del Circolo Interno, organizzazione mafiosa. Infine Payne uccide Lem. Circa 8 anni dopo i fatti accaduti in Max Payne 2: The Fall of Max Payne, Payne, su invito dell'amico Raul Passos, si trasferisce a San Paolo (Brasile), come guardia del corpo della famiglia Branco. Qui non riesce ad evitare le morti di Fabiana, Marcelo e Rodrigo Branco, rispettivamente la moglie, il fratello e l'uomo che doveva proteggere. Aiutato dal poliziotto Da Silva, scopre che dietro tutti ci sono Becker, capo dell'UFE, forze speciali di polizia, e Victor Branco, fratello di Rodrigo. Payne ucciderà Becker e il suo braccio destro, Bachmeyer, colpevole di aver ucciso Rodrigo Branco, riuscendo, con l'aiuto di da Silva, a mandare in galera Victor Branco. Victor verrà trovato impiccato una settimana dopo nella sua stessa cella, mentre Payne è a Bahia. È l'unico personaggio dell'intera serie che appare in tutti i capitoli a non morire.

## Mona Sax
Mona Sax (4 Aprile, 1970 - New York, 2003) è stata un'assassina su commissione. È apparsa per la prima volta in Max Payne, nel capitolo "Uno spietato vendicatore solitario" (Parte 1). Mona (probabilmente) lavorava per Frankie "Mazza" Niagara, poiché dopo che lei offre a Max Payne un whisky, drogato di valchiria, Payne si ritrova dallo stesso Niagara. È la sorella gemella di Lisa Puncinello, moglie di Angelo Puncinello: Lisa viene trovata morta nel suo letto, assassinata dal marito che in precedenza la picchiava. Mona Sax decide di lavorare per Nicole Horne, e il suo incarico è di uccidere Payne: lei decide di non farlo e per questo viene apparentemente uccisa dagli uomini della Horne che le sparano un colpo in testa: la Sax cade nell'ascensore che si chiude alle spalle di Payne. Quando Payne richiama l'ascensore il corpo della Sax è sparito.
Torna misteriosamente nel secondo capitolo della serie, nel livello "Le porte dell'ascensore" (prima parte). Mona è sospettata dell'omicidio di Sebastian Gate, senatore degli Stati Uniti e membro del Circolo Interno (organizzazione mafiosa apparsa nel primo episodio). Da quel momento entra a far parte degli incubi di Max: infatti la si vede nel primo incubo e verso la fine degli altri due.
Dopo una visita da parte di Payne a casa sua, i due si dirigono all'Upper East Side per incontrare Concoran, uno dei pochi membri rimasti del Circolo Interno. Mona però, viene arrestata dall'NYPD. Arrestata viene accusata di aver partecipato ad una sparatoria contro la gang dei "Ripulitori" e di aver ucciso il senatore Gate. Riesce a scappare di galera, tornando a casa e aiutando ancora Payne nella sua crociata contro i "Ripulitori". Arrivata al cantiere, prima di incontrarsi con Payne viene arrestata dalla detective Valerie Winterson, collega di Payne. Payne uccide la Winterson cosicché la Sax possa scappare, fuggendo dagli agenti. Riappare nel quinto capitolo dell'ultima parte, "Un gioco a perdere", per salvare Payne e liberarlo mentre la sua "casa stregata" sta bruciando. Nel penultimo capitolo aiuta Payne ad entrare nella villa di Woden, e lo copre eliminando parte dei "Ripulitori". Payne però scopre che Mona Sax conosce la villa di Alfred Woden, e che quindi lavora come assassina su commissione per lo stesso Woden. Muore uccisa da Vladimir Lem, che in precedenza gli aveva offerto di lavorare assieme a lui. Se si finisce il gioco in modalità difficile, Mona sopravvive, lasciando dei dubbi sulla sua morte.

## Michelle Payne
Michelle Payne (12 maggio, 1964 - New Jersey, 22 agosto, 1998) è stata la moglie di Max Payne. Nata nel maggio del 1964, era una dipendente in un ufficio di un procuratore distrettuale. Compare esclusivamente all'inizio del primo capitolo, quando oramai è già assassinata assieme alla neonata figlia Rose dai drogati di Valchiria. La sua figura ed il suo ricordo sono tuttavia costantemente presenti nei tre capitoli della serie come ricordo ed insieme di sentimenti del marito: dal dolore e frustrazione iniziale al successivo disagio che portano il protagonista ad alcolizzarsi, isolarsi ed a tentare di dimenticarla e crearsi una nuova vita nel terzo. Nel primo capitolo della serie Payne vendica la morte di Michelle e della figlia riuscendo ad uccidere il presunto mandante dei drogati di Valchiria, ovvero Nicole Horne. Nel secondo capitolo Payne scopre che in realtà Alfred Woden aveva mandato i file del progetto Valhalla all'ufficio distrettuale e la Payne era morta di conseguenza. Nel terzo episodio della serie va a far visita alla lapide di famiglia a Golgothe (North Bergen). Qui si scopre la data di nascita della Payne e la data di morte: quest'ultima coincide anche con la data di morte della figlia ed è la data più importante perché da un inizio temporale molto preciso all'inizio del primo capitolo della serie. Michelle fu uccisa da uomini drogati di Valchiria inviati da Nicole Horne perché Michelle stessa aveva ricevuto tramite e-mail dei documenti compromettenti riguardo al progetto Valhalla. In realtà, nel secondo capitolo, si scopre che era stato Alfred Woden, rivale della Horne, ad inviare i documenti a Michelle per incastrare la Horne e quindi la moglie di Payne morì a causa di Woden.

## Rose Payne
Rose Payne (4 febbraio, 1998 - 22 agosto, 1998) è stata la figlia di Max. Nata nel febbraio del 1998 non aveva neanche un anno quando è stata uccisa da dei drogati di Valchiria. Il suo cadavere viene ritrovato da Payne nella sua culla. È stata sepolta insieme alla madre nel cimitero di Golgothe (North Bergen).

## Nicole Horne
Nicole Horne (1952 - New York, 2001) è l'antagonista del primo episodio. Negli anni novanta, crea una droga chiamata Valchiria, un progetto che doveva consentire di aumentare la forza e la resistenza dei soldati durante la Guerra del golfo. Tuttavia, nel '91, il progetto venne abbandonato: questo perché solo in rarissimi casi la droga aveva effetti positivi, potenziava realmente la forza e resistenza; nei restanti casi la droga aveva effetti estremamente negativi. La Horne, avendo speso molti soldi per il progetto, decide quindi di testare la Valchiria sugli abitanti di New York. In realtà la maggior parte dei civili non reagì come previsto alla droga e ne diventò dipendente.
Nel frattempo la Horne gestisce con successo la Aesir Corporation, multinazionale farmaceutica che riesce ad andare benissimo in borsa riuscendo, all'apice del successo, a controllare almeno metà della città di New York. Inoltre, la Horne, fa parte dell'organizzazione criminale denominata Circolo Interno. Woden invia a Michelle Payne dei documenti compromettenti riguardo al progetto Valhalla e la Horne è costretta a inviare dei drogati di Valchiria ad assassinare la Payne. Woden, anch'egli membro della società mafiosa costringe Max Payne ad uccidere la Horne, portandolo nell'edificio sede del Circolo Interno e dandogli una mappa dell'edificio della Aesir Corporation. Mona Sax lavora per la Horne ma si rifiuta di uccidere Payne e viene a sua volta apparentemente uccisa dentro un ascensore. Alla fine del primo capitolo la Horne si dirige sul suo elicottero privato ma il pilota deve aspettare a causa del forte vento: Payne riesce ad abbattere l'elicottero della Horne, uccidendo la stessa e il pilota e vendicando la sua famiglia.
È stata sepolta nel cimitero di Golgothe (North Bergen).

## Alfred Woden
Alfred Woden (1943 - New York, 2003) è stato protagonista dei primi due capitoli. Senatore degli Stati Uniti d'America e importante membro dell'organizzazione mafiosa Circolo Interno, aiuta Max Payne ad eliminare la rivale Nicole Horne, apparentemente il vero mandante dei drogati di Valchiria che uccisero Michelle Payne. Alla fine del primo capitolo riesce a far evitare il carcere a Payne: quest'ultimo aveva infatti trovato dei filmati compromettenti contro il senatore nella villa del Circolo Interno. È l'epilogo: Woden è riuscito a togliersi di mezzo la Horne, Payne ha vendicato la sua famiglia.
Nel secondo capitolo Mona Sax, arrestata dalla NYPD, fa il nome di Woden a Payne: Payne lo va ad incontrare nella sua villa. Woden sta morendo di cancro, ormai non ha più potere nel Circolo Interno. Vlad, nella casa stregata di Mona,  spiega a Max che fu lui a mandare i fogli del progetto Valhalla al procuratore distrettuale per spaventarlo, e la Horne fu costretta a fare uccidere Michelle e sua figlia, ed in seguito avrebbe contattato Max per farla fuori. Alla fine del secondo capitolo Woden si rinchiude nella sua camera antipanico ma Lem corrompe anche le sue ultime due guardie del corpo. In L'amore uccide Woden viene freddato da Lem: in questo capitolo Payne capisce che Mona Sax lavorava per Woden.

## Vladimir Lem
Vladimir "Vlad" Lem (Russia, ? - New York, 2003) fa la sua comparsa nei primi livelli del primo capitolo della serie di Max Payne. L'autista a bordo della sua Mercedes nera, contraddistinta dalla targa "Vodka", riesce a far sbandare un camion di petrolio che, ribaltandosi, prende fuoco occupando tutta la carreggiata. In seguito propone a Payne una "proposta che non può rifiutare" chiedendo all'agente della DEA di assaltare il cargo "Caronte" comandato da Boris Dime, in passato al servizio di Lem, adesso appoggia la famiglia dei Puncinello, clan mafioso contro il quale Lem sta combattendo. In cambio Payne potrà disporre di un arsenale così vasto da poter affrontare con più possibilità la famiglia di Puncinello. A lavoro compiuto, Payne chiama Angelo Puncinello chiedendo un incontro nel suo ristorante: dopo essersi fatto largo tra le fiamme e aver ripulito il locale dai restanti mafiosi sarà lo stesso Lem ad andarlo a prendere fuori dal locale portandolo alla villa di Angelo. Anche grazie a Payne, Lem avrà la meglio sui Puncinello ormai quasi del tutto scomparsi.
Nel secondo episodio acquista il locale Ragnarock e lo trasforma del Vodka Bombka. In quest'episodio, si scopre che è uno dei pochi membri del Circolo Interno, capo dei Ripulitori e che Vlad è un antagonista.
Nel capitolo Mio carissimo amico, ha intrappolato Vinnie Gognitti in un costume di Capitan Mazza da Baseball e questo è imbottito di esplosivo; Vlad lo uccide successivamente, facendolo esplodere nella casa stregata di Mona.
Nel capitolo Nessun lieto fine rivela a Max il vero responsabile della morte della moglie e della figlia, ossia Woden.
Nei capitoli L'amore uccide e un Sentimento conosciuto, Lem ha circondato la villa di Woden da alcuni suoi uomini; tuttavia molti di essi vengono eliminati da Max e Mona. Nell'ultimo capitolo (Sentimento conosciuto), Vlad uccide Mona e Woden. Ma alla fine è proprio Max che riesce ad ucciderlo, colpendolo a morte e facendolo cadere dalla cupola della villa.

## Vinnie Gognitti
Vincent "Vinnie" Gognitti (? - New York, 2003) nel primo episodio è il braccio destro di Jack Lupino. Appare alla fine del capitolo La paura mette le ali dove sta parlando con i suoi scagnozzi. Dopo un lungo inseguimento tra i tetti di New York (ultima parte di "La paura mette le ali" e intero capitolo di "Polizia Brutale") riesce ad ottenere informazioni, e lo lascia sanguinante in un vicolo.
Appare nel secondo episodio, nel capitolo "Un genio del crimine" impegnato in una battaglia con Vladimir Lem nel ristorante di quest'ultimo; è inoltre capo di una banda chiamata "Bassifondi". Vinnie in questo episodio della trilogia, è il don della famiglia Puncinello. Nel capitolo "Mio carissimo amico", Vlad lo ha intrappolato in un costume esplosivo di Capitan Mazza da Baseball e tocca a Max salvarlo. Nella casa stregata di Mona, Vlad fa esplodere il suo costume, uccidendolo. I resti del corpo vengono ritrovati da Mona che commenta: «Poverino. Povero bastardo».
Sempre nel capitolo "Mio carissimo amico" cita un suo vecchio collega, Frankie "Mazza" Niagara, fan di Capitan Mazza da Baseball, ucciso da Payne.
Sepolto nel cimitero di Golgothe (North Bergen).

## Alex Balder
Alex Balder (? - New York, 2001) è stato il miglior amico di Max Payne. Appare nel romanzo illustrato del Prologo "Il sogno americano", mentre chiede a Max se vuole trasferirsi alla DEA, e lavorare insieme a lui. Max rifiuta dicendo che la sua famiglia viene prima del lavoro. Tuttavia, dopo il funerale della moglie, Max accetta.
Nel 2001, quindi tre anni dopo la morte di Michelle e Rose, Payne, grazie ad una telefonata di B.B., informatore della DEA, scopre che Alex ha capito chi è il vero responsabile della morte di Michelle e i due si danno appuntamento alla stazione di Roscoe Street. Quando Alex sta per rivelare il nome dell'assassino, viene ucciso da B.B. La polizia accuserà Payne dell'omicidio.
Nell'appartamento di Payne, nel secondo episodio, possiamo vedere una foto con Alex e Max.

## Jim Bravura
Jim Bravura (1950?? - New York, 2012) è stato il vice-procuratore (2001) e il sotto tenente della Polizia di New York (2003). Nel primo capitolo cerca di arrestare Max Payne per l'omicidio del poliziotto Balder ma i suoi uomini vengono costantemente seminati da Payne. Viene citato molto spesso dalla giornalista della NY-CNN Kyra Silver alla radio o alla televisione. Alla fine del primo episodio, riesce ad arrestare Payne sul tetto dell'edificio della multinazionale farmaceutica Aesir Corporation, anche se Payne verrà scagionato da Woden. Nel secondo capitolo decide di retrocedere di ruolo, divenendo sotto-tenente per rimanere più vicino ai suoi agenti di pattuglia. Tra gli altri, è il capo dei detective Max Payne e Valerie Winterson. In passato era un alcolista e, iscritto all'Anonima Alcolisti, riuscì ad uscirne. Durante le indagini Bravura capisce che Payne ha sparato alla Winterson, e subisce a sua volta un agguato da parte dei ripulitori, ma riesce a salvarsi. Nel terzo capitolo manda in pensione Payne e muore nel 2012 per attacco di cuore.

## Jack Lupino
Jack Lupino (? - New York, 2001) è stato un mafioso di alto rango ed un boss schizofrenico affiliato al clan dei Puncinello. Vinnie Gognitti era il suo braccio destro.
Divenuto dipendente dalla Valchiria, Lupino diviene pazzo e partecipa a strani rituali credendo di essere un messaggero degli inferi. Nel periodo in cui Payne è infiltrato nell'organizzazione (1998-2001), Lupino incontra l'ex detective ma non si sa cosa successe in questa occasione. Nel 2001 uccide senza alcun motivo Dino, un suo sottoposto. Decide di vendere la droga tra i civili, mettendo Gognitti a capo del giro di Valchiria. Oltre al night club Ragna Rock, Lupino possedeva anche un hotel, gestito dai fratelli Finito e situato nel suo quartiere popolare, un quartiere malfamato.

## Angelo Puncinello
Angelo Puncinello (? - New York, 2001) è stato un mafioso italo-statunitense a capo dell'omonimo clan, che si occupava del traffico della Valchiria. Era il marito di Lisa Sax, picchiata a morte da lui stesso. Era anche il proprietario del ristorante "Casa di Angelo", distrutto a seguito di una trappola preparata ai danni di Payne. Verrà ucciso dagli uomini di Nicole Horne, dentro il suo studio.
In inglese, e in tutte le altre versioni, "Puncinello" viene scritto "Punchinello", ma pronunciato allo stesso modo (la "chi" nella lingua spagnola si legge come la nostra "ci", rendendo quindi il cognome più ispanico benché si tratti di un italiano). Lo stesso errore riapparirà però in Max Payne 3, forse sfuggito ai traduttori italiani.

## Rico Muerte
Rico Muerte (? - New York, 2001) è stato un mafioso affiliato al clan dei Puncinello, incaricato di uccidere il sindaco di New York da Nicole Horne. Viene ucciso da Payne nell'hotel di Lupino. Sembra di origini ispaniche (il cognome "Muerte" significa morte in italiano)

## Candy Dawn
Candy Dawn (? - New York, 2001) è stata una prostituta. Morirà assieme a Muerte, mentre stavano avendo un rapporto orale nell'hotel di Lupino, per mano di Payne.

## Lisa Puncinello
Lisa Sax, coniugata Puncinello (? - New York, 2001), era la sorella gemella di Mona Sax. Lisa era sposata con Angelo Puncinello, boss di un clan mafioso. Presunta cartomante, viene uccisa dal marito, picchiata a morte nel suo letto.
Nell'appartamento di Mona, nel secondo episodio, possiamo trovare una foto con Lisa.

## Boris Dime
Boris Dime (? - New York, 2001) è stato un mafioso e capitano del cargo Caronte (Caront nell'originale). Inizialmente affiliato alla mafia russa guidata da Vladimir Lem in seguito viene corrotto dal clan dei Puncinello e passa ai rivali. Lem decide di fare un'offerta che Payne non può rifiutare: il detective deve uccidere Dime ed in cambio potrà prendere il carico del cargo, una vasto arsenale. Payne raggiunge Dime sul cargo (porto di Brooklyn), lo uccide e prende l'arsenale contenuto nella stiva.

## Frankie "Mazza" Niagara
Frankie "Mazza" Niagara (? - New York, 2001) è stato un mafioso affiliato al clan dei Puncinello. Nel 2001 Mona Sax gli consegna Max Payne, che in precedenza ha ucciso i fratelli Finito e Rico Muerte. Niagara è un fan della serie a fumetti di Capitan Mazza da Baseball. Dopo aver colpito ripetutamente Payne con una mazza da baseball va a bere una birra nel bar dell'hotel ma, liberatosi, Payne lo raggiunge nel bar e lo uccide. Nel secondo capitolo viene citato da Vinnie Gognitti.

## Joey e Virgilio Finito
Joey e Virgilio Finito (? - New York, 2001), noti anche come i Fratelli Finito, erano due fratelli affiliati al clan dei Puncinello, gestori dell'hotel di Jack Lupino. Incontrati da Max nel periodo in cui era sotto copertura, quando lo ritrovano all'hotel, capiscono che è un infiltrato e decidono di farlo fuori. Tuttavia, sarà il poliziotto a freddarli.

## Il Trio
Il cosiddetto Trio era formato da Vince Mugnaio, Pilato Providence detto "Il Grande Fratello" e Joe "Padella" Salem (? - New York, 2001), i tre uomini di fiducia di Don Puncinello. Erano i più temuti e i più pericolosi, perché erano loro che si occupavano di chi non rispettava il volere del capo. Nel capitolo "L'angelo della morte", si occupano di difendere le varie stanze della Magione Puncinello da Max Payne, giunto lì per vendicarsi su Angelo. Verranno tutti e tre uccisi dal poliziotto.

## Kyra Silver
Kyra Silver (? - ?), è una giornalista dell' NY - CCN. La sentiamo molto spesso alla radio o alla televisione nel primo Max Payne, mentre divulga notizie su Payne stesso, ricercato, sulla polizia, la droga Valchiria, la malavita newyorkese e in minor parte il meteo e del successo della Aesir Corporation. Nel secondo episodio, appare due sole volte (capitoli: "Via alle Danze" e "Un sentimento sconosciuto"): nella prima apparizione, dà la notizia che Mona Sax è fuggita dalla stazione di polizia e Max è stato sospeso dal suo incarico per presunte connessioni con la donna, la seconda volta informa che le condizioni di Bravura sono stabili.

## Valerie Winterson
Valerie Winterson (1963 - New York, 2003) è stata una collega di Max Payne, apparsa nel secondo episodio della serie. Era una poliziotta corrotta ai servizi di Vladimir Lem, e questi non è altri che il suo fidanzato. Appare alla fine de "Le porte dell'ascensore", mentre salva Payne da alcuni "Ripulitori". Il suo caso (Omicidio Sebastian Gate) la porta a Mona Sax, che viene arrestata in un edificio dell'Upper East Side: il detective Winterson e gli agenti della NYPD scoprono che Payne sta collaborando con la Sax, quindi Payne viene sospeso. La Winterson ottiene di seguire sia il caso Gate (membro del Circolo Interno ucciso dalla Sax) sia il caso dei "Ripulitori". Informato della situazione dalla Winterson e aiutato dal poliziotto corrotto Petersburg, Lem invia una squadra di ripulitori alla stazione di polizia per uccidere la Sax: quest'ultima riesce a scappare dalla prigione. La Winterson raggiunge Max Payne e Mona Sax al cantiere della Compagnia assicurativa Castling per arrestare la Sax: nel caso la detective arresti Mona Sax, quest'ultima verrebbe uccisa per mano di Vladimir Lem.
Mona sta per estrarre la pistola e Winterson è pronta a sparargli contro ma Payne estrae la pistola e spara alla poliziotta. La Winterson, con le ultime forze rimaste, spara a Payne facendolo cadere nello scavo. Aiutata da altri agenti la Winterson viene portata all'ospedale ma non riesce a sopravvivere. In seguito il tenente Bravura scopre che Payne ha ucciso la sua collega.
È stata sepolta nel cimitero di Golgothe (North Bergen).

## Kaufman
Kaufman (? - New York, 2003) è stato il capo del gruppo criminale Ripulitori. Viene assoldato da Vladimir Lem per uccidere Annie Finn e il senatore Concoran. Viene ucciso da Max Payne nel palazzo dell'Upper East Side.

## Annie Finn
Annie Finn (? - New York, 2003) è stata una fabbricante d'armi, fidanzata di Vladimir Lem. Possedeva un magazzino che apparteneva alla famiglia criminale Puncinello. Verrà uccisa lì dai Ripulitori.

## Mike
Mike detto Il Cowboy (Russia, ? - New York, 2003) è stato un amico di Vladimir Lem. Max lo incontra per la prima volta alla prima vista al Ristorante di Vlad, il Vodka e Bombka, l'ex night Ragnarock, impegnato a uccidere degli uomini di Vinnie Gognitti. Si offrirà di aiutare Max per uccidere gli altri. Può accadere che Mike muoia durante le sparatorie. Mike, a meno che non sia rimasto ucciso, riappare nel capitolo "Rotta di Collisione", dove parla spesso per microfono, dando ordini ai suoi uomini e lanciando frecciatine a Max, che lo ucciderà una volta raggiunto l'ufficio di Vlad.

## Petersburg
Petersburg (? - New York, 2003) è stato un agente di polizia, collega di Max Payne, addetto alla guardia della prigione. Era sul libro paga del Circolo Interno, corrotto per uccidere Mona Sax; in un attentato alla stazione di polizia, però verrà ucciso da uno dei Ripulitori.

## Anthony De Marco
Anthony De Marco (1950?? - 20??) è un mafioso italoamericano a capo dell'omonima famiglia nel terzo capitolo della serie. La famiglia dei De Marco controlla il quartiere Hoboken. I De Marco presero il potere a Hoboken quando i Puncinello di Vinnie Gognitti vennero sconfitti dai russi capeggiati da Vladimir Lem. Nove anni dopo, quando Max Payne uccise suo figlio, lui mise una taglia di centomila dollari su Payne e su Raul Passos, ma questi ultimi riuscirono a fuggire in Brasile. Mentre Payne si trova in Brasile, si scopre che i De Marco erano tornati in guerra con i Puncinello capeggiati da Lona Forcelli, cugina di Vinnie Gognitti.

## Tony De Marco
Anthony De Marco Junior, noto come Tony (New Jersey, 1985 - New Jersey, 2012), è stato il figlio del mafioso italoamericano Anthony De Marco. È apparso in Max Payne 3 con dei suoi amici in un bar del New Jersey, mentre offendevano Payne dicendo che aveva ucciso sua moglie. Payne ha insultato la famiglia di Tony, e lui ha improvvisamente preso una pistola. Per fortuna, arrivò Raul Passos a salvare Payne. Poco dopo, De Marco si ripresenta armato, schiaffeggia una ragazza e prontamente Payne lo uccide.
Il padre, mette una taglia di centomila dollari per la cattura di Payne e Passos, ma i due sono fuggiti in Brasile.

## Armando Becker
Armando Becker (? - San Paolo, 2012) è l'antagonista principale di Max Payne 3 insieme a Victor Branco. Payne lo incontra per la prima volta alla festa della famiglia Branco. Alla fine del primo scontro a fuoco Becker, capo dell'Unidade de Forças Especiais (abbreviato in UFE, una squadra paramilitare anti-gang), fa uccidere un paio di malviventi dai suoi uomini. L'ultimo membro del Commando Sombra ferito viene salvato dal poliziotto da Silva che ha un diverbio con Becker. In seguito la squadra di Becker effettua diverse operazioni nella favela di Nova Esperança dove i suoi uomini, i più via terra con il supporto di elicottero e del Caveirão, un veicolo blindato, uccidono i membri della favela. In una di queste operazioni Giovanna e Marcelo Branco vengono rapiti dai membri dell'UFE che li consegnano ad un membro dei Crachá Preto. Payne scopre che alcuni civili vengono trasportati sui furgoni dell'UFE.
I paramilitari di Becker tentano di uccidere Payne alla stazione degli autobus ma sia Payne sia Giovanna ne escono indenni.
In seguito Payne s'infiltra all'Imperial Palace Hotel, un edificio nel quale entrano grandi masse di persone ma non esce mai nessuno, sterminando tutti gli UFE che incontra. Passando attraverso diversi piani dove nota molti cadaveri: in una stanza un medico sta ancora facendo a pezzi i cadaveri che gli hanno consegnato, per separare gli organi che poi l'UFE rivenderà. Nonostante il medico cerchi di corrompere Payne con i molti real che guadagna facendo queste operazioni, viene ucciso con una coltellata da Serrano, capo del Commando Sombra, anch'egli catturato in uno dei raid degli UFE, che aveva seguito Payne dopo che quest'ultimo l'aveva liberato.
In seguito da Silva lo porta nel distretto del 55º battaglione della polizia del reparto "Forze Speciali" e Payne si consegna a loro. Da qui prosegue nella sua battaglia contro la squadra di Becker. Payne scopre che Bachmeyer, un sottoposto di Becker, aveva ucciso con un colpo alla testa Rodrigo Branco. Payne uccide Bachmeyer e quando sta per uccidere Becker, Victor Branco salva il capo dell'UFE. Insieme fuggono verso l'aeroporto inseguiti da Payne che si gioca la vita nell'ultima battaglia contro gli UFE e contro Becker: uccisi tutti i suoi uomini riesce quasi ad uccidere Becker: qui il giocatore può decidere se lasciare morire Becker agonizzante o sparargli subito un ultimo colpo di pistola.
Alla fine i media riveleranno che Becker era invischiato nel traffico degli organi.

## Victor Branco
Victor Branco (1965 - San Paolo, 2012) è l'antagonista principale di Max Payne 3 insieme a Armando Becker. Era il fratello di Rodrigo e Marcelo Branco. Grande corruttore, era candidato alle amministrative come sindaco di San Paolo, anche se i sondaggi lo davano per sfavorito. Amico di Becker, si scopre che Raul Passos lavora per lui e che gli ha pagato un viaggio per New York. In seguito salva Becker da una morte certa e scappa con lui verso l'aeroporto: da qui, prende il suo jet privato e tenta di scappare ma Payne spara con un lancia granate verso il jet abbattendolo. Victor, ferito lievemente, viene salvato dal poliziotto da Silva mentre Payne vorrebbe ucciderlo: Payne gli spacca una gamba e Victor viene arrestato. Una settimana più tardi viene trovato impiccato nella sua cella, forse ucciso da alcune famiglie che aveva truffato.

## Rodrigo Branco
Rodrigo Branco (1962 - San Paolo, 2012), fratello maggiore dei Branco, è un famoso costruttore di San Paolo e datore di lavoro di Max quando quest'ultimo si trasferisce in Brasile come sua guardia del corpo. Morirà nel suo ufficio per mano del braccio destro di Becker, Bachmeyer con un colpo di pistola alla nuca.

## Marcelo Branco
Marcelo Branco (? - San Paolo, 2012) è il fratello minore di Rodrigo e Victor. Morirà per mano di uno scagnozzo di Neves, Milo Rego, vice leader dei Crachà Preto, carbonizzato in una pila di pneumatici.

## Fabiana Branco
Fabiana Branco (Lisbona, 24 aprile 1985 - San Paolo, 2012) è la sorella maggiore di Giovanna Tavares ed è sposata con Rodrigo Branco. Rapita in un night club di San Paolo dal Commando Sombra, Fabiana viene inizialmente portata su un porto sulla sponda del fiume Tietê ed in seguito Serrano, capo del Commando Sombra, riesce a fuggire assieme all'ostaggio su un'imbarcazione attraverso il fiume. In seguito Fabiana viene portata nella favela di Nova Esperança, nella baracca di Serrano, situata nella parte Alta della favela. Payne riesce a raggiungere Fabiana ma questa viene uccisa da uno scagnozzo di Serrano.

## Giovanna Tavares
Giovanna Tavares (1986) è la sorella minore di Fabiana Tavares ed è fidanzata con Raul Passos. Alla fine si scopre che è incinta di Passos e i due lasciano il Brasile insieme.

## Wilson Da Silva
Wilson Da Silva (? - ?) è il capo della Polizia di San Paolo. Aiuterà Max Payne a far luce sui viscidi rapporti tra Victor Branco e Becker, capo dell'UFE.

## Raul Passos
Raul Passos (Colombia, 27 aprile 1973) è un personaggio di Max Payne 3. Raul dice di aver frequentato l'Accademia di Polizia di New York insieme a Payne e di aver fatto 5 anni di servizio come agente NYPD nel Bronx, prima degli eventi del primo capitolo ed è di origini colombiane. Alla fine del terzo episodio, si trasferirà con Giovanna a New York, Colombia o Salvador.

## Alvaro Neves
Alvaro Neves (1967 - San Paolo, 2012) è il capo dei Crachá Preto, un gruppo di paralimitari politicamente di destra che lavorano come mercenari per il miglior offerente. Viene ucciso da Passos.

## Doppiaggio
La seguente tabella elenca i suddetti personaggi, le loro voci e i nomi degli interpreti - se noti - che hanno prestato il loro volto ai personaggi nei romanzi illustrati. L'edizione italiana dei primi due giochi è stata curata dalla Synthesis International di Milano.
| Personaggio            | Interprete del romanzo illustrato                                              | Voce originale | Voce italiana |
| ---------------------- | ------------------------------------------------------------------------------ | --- | --- |
| Max Payne              | Sam Lake (Max Payne) Timothy Gibbs (Max Payne 2) James McCaffrey (Max Payne 3) | James McCaffrey | Giorgio Melazzi |
| Mona Sax               | Carol Kriakos (Max Payne) Kathy Tong (Max Payne 2)                             | Julia Murney (Max Payne) Wendy Hoopes (Max Payne 2) | Donatella Fanfani |
| Vladimir Lem           | Marko Saaresto (Max Payne) Peter Giles (Max Payne 2)                           | Dominic Hawksley (Max Payne) Jonathan Davis (Max Payne 2) | Raffaele Fallica |
| Vinnie Gognitti        | Olli Tukiainen (Max Payne) Stephen Gregory (Max Payne 2)                       | Joe Dallo (Max Payne) Fred Berman (Max Payne 2) | Luca Sandri |
| Jim Bravura            | ? (Max Payne) Micheal Arkin (Max Payne 2)                                      | Peter Appel (Max Payne) Vince Viverito (Max Payne 2) | Marco Balzarotti |
| Alfred Woden           | Marku Jaarvi (Max Payne) Edward Hyland (Max Payne 2)                           | John Randolf Jones (Max Payne) John Braden (Max Payne 2) | Riccardo Lombardo (Max Payne) Pietro Ubaldi (Max Payne 2) |
| Michelle Payne         | Tuuli Jeihoren                                                                 | Haviland Morris | Donatella Fanfani |
| Alex Balder            | Jani Niipola                                                                   | Chris Philips | Patrizio Prata |
| Nicole Horne           | Tuula Jarvi                                                                    | Jane Gennaro | Annamaria Mantovani Donatella Fanfani (flashback, Max Payne 2) |
| Jack Lupino            | Rami Lehtimaki                                                                 | Jeff Gurner | Marco Balbi |
| Angelo Puncinello      | ?                                                                              | Joe Ragno | Raffaele Fallica |
| B.B.                   | Aki Jarvilehto                                                                 | Adam Grupper | Claudio Moneta |
| Rico Muerte            | Jerry Messing                                                                  | Joe Maruzzo | Marco Balbi |
| Candy Dawn             | ?                                                                              | Joanie Ellen | Donatella Fanfani |
| Joey e Virgilio Finito | Aki Saariaho e Teemu Jarvi                                                     | Tye Reign | Luca Sandri e Marco Balzarotti |
| Frankie Niagara        | ?                                                                              | Bruce Kronenberg | Marco Balzarotti |
| Kyra Silver            | ?                                                                              | Chelsea Altman Ann Scobie | Lorella De Luca |
| Valerie Winterson      | Andrea Leigh                                                                   | Jennifer Server | Silvana Fantini |
| Annie Finn             | ?                                                                              | Kimberly Howard | Lorella De Luca |
| Mike "the Cowboy"      | Gary Yudman                                                                    | Gary Yudman | Luca Bottale |
| Kaufman                | Gregory Sims                                                                   | Gregory Sims | Raffaele Fallica |
| Voci aggiunte          | ---                                                                            | Chris Phillips Jane Gennaro Adam Grupper Peter Appel Tye Alexander Joe Dalo Joseph Ragno Joe Maruzzo John Randolph Jones Jeff Gurner Bruce Kronenberg Dominic Hawksley Navid Khonsari Renaud Sebbane | Marco Balbi Marco Balzarotti Luca Bottale Lorella De Luca Raffaele Fallica Donatella Fanfani Silvana Fantini Leonardo Gajo Ciro Imparato Riccardo Lombardo Claudio Moneta Emanuela Pacotto Patrizio Prata Riccardo Rovatti Luca Sandri Pietro Ubaldi |